# 石枕町
石枕町（いしまくらちょう）は、愛知県江南市の地名。石枕町神明（いしまくらちょうしんめい）・石枕町白山（いしまくらちょうはくさん）がある。

## 地理
江南市東部に位置する。東は力長町、西は宮後町、南は尾崎町・今市場町、北は山王町に接する。

### 施設
- 神明社（石作神社）
- 辻堂
- 塚跡供養塔
- 白石稲荷跡

## 歴史

### 地名の由来
『尾張国地名考』によれば、小高いところを意味するという。『尾張名所図会』は、元々「岩枕」であったとする説を採る。

### 沿革
- 平安時代末期 - 尾張国丹羽郡に「石枕庄」の地名がみえる[2]。
- 江戸時代 - 尾張国丹羽郡の尾張藩領小牧代官所支配の石枕村が所在[2]。
- 1889年（明治22年） - 秋津村大字石枕となる[2]。
- 1906年（明治39年） - 古知野町大字石枕となる[2]。
- 1954年（昭和29年） - 江南市大字石枕となる[2]。
- 1977年（昭和52年） - 一部が尾崎町に編入される[2]。
- 1983年（昭和58年） - 一部が山王町に編入される[2]。
- 1984年（昭和59年） - 大字石枕・大字山王・大字宮後・大字力長・大字尾崎の各一部により、石枕町が成立[2]。
- 1986年（昭和61年） - 大字石枕の残部が今市場町に編入され、消滅[2]。

### 人口の変遷
国勢調査による人口および世帯数の推移。
| 2000年（平成12年） | 77世帯 251人 |  |
| 2005年（平成17年） | 81世帯 222人 |  |
| 2010年（平成22年） | 82世帯 243人 |  |
| 2015年（平成27年） | 85世帯 254人 |  |
| 2020年（令和2年）  | 99世帯 285人 |  |

### WEB
1. 1 2  総務省統計局 (2022年2月10日). “令和2年国勢調査の調査結果(e-Stat) - 男女別人口，外国人人口及び世帯数－町丁・字等” (CSV). 2023年8月2日閲覧。
2. ↑  “愛知県江南市の町丁・字一覧”.   人口統計ラボ. 2024年8月9日閲覧。
3. ↑  “愛知県江南市の郵便番号一覧”.   日本郵便. 2024年8月10日閲覧。
4. ↑  “市外局番の一覧” (PDF).   総務省 (2022年3月1日). 2022年3月22日閲覧。
5. ↑  “ナンバープレートについて”.   一般社団法人愛知県自動車会議所. 2024年1月21日閲覧。
6. ↑  “愛知県江南市の住所一覧”.   ゼンリン. 2024年8月9日閲覧。
7. ↑  総務省統計局 (2014年5月30日). “平成12年国勢調査の調査結果(e-Stat) - 男女別人口及び世帯数 －町丁・字等” (CSV). 2021年7月20日閲覧。
8. ↑  総務省統計局 (2014年6月27日). “平成17年国勢調査の調査結果(e-Stat) - 男女別人口及び世帯数 －町丁・字等” (CSV). 2021年7月21日閲覧。
9. ↑  総務省統計局 (2012年1月20日). “平成22年国勢調査の調査結果(e-Stat) - 男女別人口及び世帯数 －町丁・字等” (CSV). 2021年7月21日閲覧。
10. ↑  総務省統計局 (2017年1月27日). “平成27年国勢調査の調査結果(e-Stat) - 男女別人口及び世帯数 －町丁・字等” (CSV). 2021年7月21日閲覧。

### 書籍
1. 1 2  「角川日本地名大辞典」編纂委員会 1989, p. 1672.
2. 1 2 3 4 5 6 7 8 9 10 11  「角川日本地名大辞典」編纂委員会 1989, p. 146.